# جیمی وینسنت
جیمی وینسنت (انگلیسی: Jamie Vincent; ۱۸ ژوئن ۱۹۷۵ – ۱۶ ژانویهٔ ۲۰۲۲) بازیکن فوتبال اهل بریتانیا بود.
از باشگاه‌هایی که در آن بازی کرده‌است می‌توان به باشگاه فوتبال ای‌اف‌سی بورنموث، باشگاه فوتبال والسال، باشگاه فوتبال میلوال، باشگاه فوتبال دیدکات تاون، باشگاه فوتبال یئوویل تاون، باشگاه فوتبال هادرزفیلد تاون، باشگاه فوتبال پورتسموث، باشگاه فوتبال سوئیندون تاون، باشگاه فوتبال آلدرشات تاون، باشگاه فوتبال دربی کانتی، و باشگاه فوتبال کریستال پالاس اشاره کرد.